# Prothoe adua
Prothoe adua är en fjärilsart som beskrevs av Hans Fruhstorfer 1913. Prothoe adua ingår i släktet Prothoe och familjen praktfjärilar. Inga underarter finns listade i Catalogue of Life.